# مائوریسیو ویانا
مائوریسیو ویانا (به پرتغالی: Mauricio Alejandro Viana Caamaño) دروازه‌بان اهل برزیل است که در شهر سائوپائولو و در تاریخ ۱۸ اکتبر ۱۹۹۰ به دنیا آمده‌است.

## باشگاهی
مائوریسیو ویانا در تیم‌های فوتبال باشگاه فوتبال سانتیاگو واندررس سابقهٔ حضور دارد.